# 9 Dywizja Zmechanizowana
9 Drezdeńska Dywizja Zmechanizowana (9 DZ) – związek taktyczny wojsk zmechanizowanych ludowego Wojska Polskiego.

## Formowanie i zmiany organizacyjne
Na podstawie zarządzenia Nr 023/Org. szefa Sztabu Generalnego WP z 7 marca 1962 roku 9 Drezdeńska Dywizja Piechoty została przeformowana w 9 Drezdeńską Dywizję Zmechanizowaną według etatów Nr 5/323-5/337 skadrowanej dywizji zmechanizowanej o stanie osobowym 2237 żołnierzy i 68 pracowników cywilnych.
W pułku zmechanizowanym były trzy bataliony piechoty zmotoryzowanej, z których każdy miał inny stopień skadrowania, kompania czołgów i artyleria pułkowa. W artylerii pułkowej rozwinięta była bateria moździerzy 120 mm, natomiast bateria armat przeciwpancernych została w znacznym stopniu skadrowana. Pułk liczył 318 żołnierzy. Na jego uzbrojeniu znajdowało się: 7 czołgów T-34/85, 1 transporter opancerzony BTR-152, 6 armat przeciwpancernych 85 mm, 6 dział bezodrzutowych 82 mm, 6 armat przeciwpancernych 57 mm, 6 moździerzy 120 mm, 9 moździerzy 82 mm, 4 karabiny przeciwlotnicze PKM-2 i 61 granatników RPG-2. Pułk czołgów posiadał: pięć kompanii czołgów średnich, pluton piechoty oraz skadrowany pluton przeciwlotniczy. Stan osobowy pułku wynosił 212 żołnierzy, a na jego uzbrojeniu znajdowało się 36 czołgów średnich T-34/85.
Na przełomie 1964 i 1965 dywizja przeszła na nowe etaty „skadrowanej dywizji zmechanizowanej”. Jej pułk zmechanizowany, w miejsce typowych pododdziałów bojowych, miał tylko jeden batalion ochrony i szkolenia rezerw. Składał się on z kompanii ochrony i skadrowanej kompanii piechoty zmotoryzowanej. Pozostałe ogniwa dowodzenia i zabezpieczenia logistycznego z wyjątkiem sekcji technicznej, której podporządkowana została kompania napraw i konserwacji, zorganizowane były wg dotychczasowych zasad. W pułku było 226 żołnierzy. Jego uzbrojenie stanowiły: 2 czołgi T-34/85 i 15 granatników RPG-2. W pułku czołgów średnich liczbę pododdziałów bojowych zredukowano do jednej kompanii czołgów i plutonu ochrony. Stan osobowy pułku wynosił 208 żołnierzy. Na uzbrojeniu miał 7 czołgów T-34/85.
W czasie pokoju 9 DZ wchodziła w skład Warszawskiego Okręgu Wojskowego, natomiast na czas wojny była przeznaczona do składu 4 Armii.
W 1988 roku 9 DZ została przeformowana w 9 Bazę Materiałowo-Techniczną. W 1990 roku przystąpiono do odtwarzania 9 Dywizji Zmechanizowanej w ramach budowy tzw. „ściany wschodniej”. Sformowano dowództwo dywizji i 14 pułk zmechanizowany. W 1993 wstrzymano działania organizacyjne, a rok później na bazie odtworzonych jednostek została sformowana 9 Brygada Zmechanizowana.

## Struktura organizacyjna
- Dowództwo 9 Drezdeńskiej Dywizji Zmechanizowanej w Rzeszowie
- 4 Puławski Pułk Zmechanizowany im. Ludowych Partyzantów Ziemi Kieleckiej w Kielcach
- 14 Kołobrzeski pułk zmechanizowany w Tarnowie
- 30 Sudecki pułk zmechanizowany w Rzeszowie
- 26 pułk czołgów średnich w Sanoku
- 40 Budziszyński pułk artylerii w Jarosławiu
- 25 dywizjon artylerii przeciwlotniczej w Jarosławiu
- 44 dywizjon rakiet taktycznych w Toruniu (eksterytorialnie)
- 13 batalion saperów w Dębicy
- 17 batalion zaopatrzenia w Łańcucie

## Żołnierze dywizji
Dowódcy dywizji :
- płk Jan Szwedyk
- gen. bryg. Jan Drzewiecki
- płk dypl. Henryk Ciok
- płk dypl. Apoloniusz Golik
- płk dypl. Leszek Kozłowski
- płk dypl. Leon Siemiończyk
- płk dypl. Adam Śliwa
- płk dypl. Czesław Laszczkowski
- płk dypl. Zbigniew Urban
- płk dypl. Piotr Makarewicz